# Cardenasiodendron brachypterum
Cardenasiodendron brachypterum là một loài thực vật có hoa trong họ Đào lộn hột. Loài này được (Loes.) F.A.Barkley mô tả khoa học đầu tiên năm 1955.